# Сачуре
Сачуре (груз. საჭურე) — село в Грузии, на территории Тианетского муниципалитета края (мхаре) Мцхета-Мтианети.

## География
Село находится в центральной части Грузии, на берегу реки Сачуре (правый приток Иори), на расстоянии приблизительно 4 километров (по прямой) к северо-западу от посёлка городского типа Тианети, административного центра муниципалитета. Абсолютная высота — 1348 метров над уровнем моря.

## Население
По результатам официальной переписи населения 2014 года постоянное население в Сачуре отсутствовало.
| Год  | Население, человек |
| ---- | ------------------ |
| 2002 | 2                  |
| 2014 | ↘ 0                |